# Col des Lèques
Le col des Lèques est un col des Alpes-de-Haute-Provence situé à 1 147 m d'altitude sur la route nationale 85 — connue sous le nom de « route Napoléon » —, entre Castellane et Barrême.

## Cyclisme
Le col a été franchi lors de la 17e étape du Tour de France 2015 reliant Digne-les-Bains à Pra-Loup et a été classé en 3e catégorie. Le Polonais Rafał Majka est passé en tête.
La 3e étape du Tour de France 2020 passe également par ce col, pour une étape entre Nice et Sisteron. Le Français Jérôme Cousin est passé en tête.